# Eşref Armağan
Eşref Armağan (nacido en 1953) es un pintor ciego de origen turco. Nació ciego en una familia humilde en Turquía y lleva pintando y dibujando desde que era un niño. Ha celebrado exposiciones en Turquía, Holanda y la República Checa. En 2004 fue objeto de un estudio sobre percepción humana dirigido por el psicólogo John Kennedy de la Universidad de Toronto.